# Synelmis levinae
Synelmis levinae är en ringmaskart som beskrevs av Salazar-Vallejo 2003. Synelmis levinae ingår i släktet Synelmis och familjen Pilargidae. Inga underarter finns listade i Catalogue of Life.